# The Hole (film, 1962)
Pour les articles homonymes, voir The Hole.

The Hole est un film d'animation américain réalisé par John Hubley et Faith Hubley et sorti en 1962.
Le film a pour base un dialogue improvisé entre Dizzy Gillespie et George Mathews s'imaginant en train de creuser un trou, et discutant de la possibilité d'une attaque de missiles nucléaires.
Il a remporté l'Oscar du meilleur court métrage d'animation lors de la 35e cérémonie des Oscars, et été sélectionné en 2013 par la Bibliothèque du Congrès.

## Fiche technique
- Réalisation : John Hubley et Faith Hubley
- Production : Brandon Films
- Genre : animation
- Durée : 15 minutes
- Date de sortie : mai 1962

## Distribution
- Dizzy Gillespie
- George Mathews

## Distinctions
- 1963 : Oscar du meilleur court métrage d'animation